# Tanjung Setia (Zuid-Pesisir)
Tanjung Setia is een bestuurslaag in het regentschap Lampung Barat van de provincie Lampung, Indonesië. Tanjung Setia telt 1603 inwoners (volkstelling 2010).